# Eric Hope (cầu thủ bóng đá)
Eric Hope (2 tháng 12 năm 1927 – 11 tháng 8 năm 2009) là một cầu thủ bóng đá người Anh thi đấu ở vị trí tiền đạo tầm xa. Ông ra sân ở English Football League cho Shrewsbury Town và Wrexham.